# Біла майка «Тур де Франс»

Біла майка (фр. Maillot Blanc) — майка, яку присуджують найкращому молодому велосипедисту на Тур де Франс в генеральній класифікації. Вік гонщика, якому вручають майку повинен бути не більше 25 років станом на 1 січня року, в який проводиться гонка.

## Історія
Нагороду вперше почали вручати в 1975 році за результатами генеральної класифікації. Відтоді її виграли 29 велосипедистів. Німець Ян Ульріх та люксембуржець Енді Шлек ставали володарем «білої майки» по 3 рази поспіль, італієць Марко Пантані перемагав двічі.
Серед володарів «білої майки» тільки 5 гонщиків перемагали в загальній класифікації, та отримували «жовту майку», зокрема: Лоран Фіньон, Грег Лемонд, Марко Пантані, Ян Ульріх та Альберто Контадор.
В 1983—1986 рр. нагороду вручали тільки тим гонщикам, які виступали вперше на Тур де Франс.
З 1989 по 1999 рр. «біла майка» не вручалася, але залік найкращого молодого гонщика рахувався.
У 2005 році володарем «білої майки» став українець Ярослав Попович.

### Володарі «білої майки»
| Рік  | Гонщик                  | Країна          | Позиція |
| ---- | ----------------------- | --------------- | ------- |
| 1975 | Франческо Мозер         | Італія          | 7       |
| 1976 | Енріке Мартінес Хередія | Іспанія         | 23      |
| 1977 | Дітріх Тюрау            | Німеччина       | 5       |
| 1978 | Хенк Луббердінг         | Нідерланди      | 8       |
| 1979 | Жан-Рено Бернаудо       | Франція         | 5       |
| 1980 | Йоган ван дер Велде     | Нідерланди      | 12      |
| 1981 | Петер Віннен            | Нідерланди      | 5       |
| 1982 | Філ Андерсон            | Австралія       | 5       |
| 1983 | Лорен Фіньон            | Франція         | 1       |
| 1984 | Грег Лемонд             | США             | 3       |
| 1985 | Фабіо Парра             | Колумбія        | 8       |
| 1986 | Ендрю Гемпстен          | США             | 4       |
| 1987 | Рауль Алкала            | Мексика         | 9       |
| 1988 | Ерік Бройкінк           | Нідерланди      | 12      |
| 1989 | Фабріс Філіппот         | Франція         | 24      |
| 1990 | Гіллес Деліон           | Франція         | 15      |
| 1991 | Альваро Меджія          | Колумбія        | 19      |
| 1992 | Едді Бауменс            | Нідерланди      | 14      |
| 1993 | Антоніо Мартін Веласко  | Іспанія         | 12      |
| 1994 | Марко Пантані           | Італія          | 3       |
| 1995 | Марко Пантані           | Італія          | 13      |
| 1996 | Ян Ульріх               | Німеччина       | 2       |
| 1997 | Ян Ульріх               | Німеччина       | 1       |
| 1998 | Ян Ульріх               | Німеччина       | 2       |
| 1999 | Бенуї Сальмон           | Франція         | 16      |
| 2000 | Франсіско Мансебо       | Іспанія         | 9       |
| 2001 | Оскар Севілья           | Іспанія         | 7       |
| 2002 | Іван Бассо              | Італія          | 11      |
| 2003 | Денис Меньшов           | Росія           | 11      |
| 2004 | Володимир Карпець       | Росія           | 13      |
| 2005 | Ярослав Попович         | Україна         | 12      |
| 2006 | Дам'яно Кунего          | Італія          | 12      |
| 2007 | Альберто Контадор       | Іспанія         | 1       |
| 2008 | Енді Шлек               | Люксембург      | 12      |
| 2009 | Енді Шлек               | Люксембург      | 2       |
| 2010 | Енді Шлек               | Люксембург      | 1       |
| 2011 | П'єр Роллан             | Франція         | 10      |
| 2012 | Тіджей Ван Гардерен     | США             | 5       |
| 2013 | Наїро Кінтана           | Колумбія        | 2       |
| 2014 | Тібо Піно               | Франція         | 3       |
| 2015 | Наїро Кінтана           | Колумбія        | 2       |
| 2016 | Адам Єйтс               | Велика Британія | 4       |
| 2017 | Саймон Єйтс             | Велика Британія | 7       |
| 2018 | П'єр Латур              | Франція         | 13      |
| 2019 | Еган Берналь            | Колумбія        | 1       |